# 桥西区 (张家口市)
桥西区是中国河北省张家口市下辖的一个市辖区。面积 141平方公里，区人民政府驻明德南街170号。
桥西区是张家口市的老城区，是张家口市区的发祥地，即民国初年的万全县张家口，1930年代开始，以此地设置张家口市。
区内有众多名胜古迹和古建筑，也是张家口市的中心商业区，集中了众多大型商业市场。

## 区内道路
张家口桥西区的主要街道有：平门大街、西坝岗路、古宏大街、公园街、至善街、新华街、明德南路、明德北路、元台子北街、元台子南街、西沙河路、长青路、清水河北路、清水河中路、清水河南路、西苑北路、西苑中路、西苑南路、新春街、盛华西大街；
次要街道有：下东营路、中学后街、三合店路、上东营路、长方沟街、白山街、元台子东路、冯窑厂前街、武城街、北关街、西夹道、草场巷、通顺路、西豁子路、新华后街、赐儿山街、祭风台街、北瓦盆窑大街、光中街、北教场坡街、南教场坡路、川新楼路、南茶坊街、白家沟街、北新村路、新村北街、新村南街、四方台街、桥西大街、小河套街、高家屯北街、高家屯南街、中学街、惠通街、高新路、正沟路等。

## 行政区划
桥西区下辖7个街道办事处、4个镇：
新华街街道、大境门街道、明德北街街道、明德南街街道、堡子里街道、南营坊街道、工人新村街道和东窑子镇。

## 人口
根據第七次人口普查數據，截至2020年11月1日零時，橋西區常住人口為279033人。